# Комисар, Прасковья Матвеевна
Прасковья Матвеевна Комисар (19 августа 1915, Виры, Белопольский район — 28 января 1998, Виры, Сумская область) — передовик советского сельского хозяйства, доярка колхоза имени Сталина Ульяновского района Сумской области, Герой Социалистического Труда (1958).

## Биография
Родилась в 1915 году в селе Виры, ныне Белопольского района Сумской области в семье украинского крестьянина.
В 1927 году начала работать в сельском хозяйстве. В начале Великой Отечественной войны проживала на оккупированной территории. В 1947 году стала трудиться дояркой колхоза имени Сталина (позже "Заря коммунизма") Белопольского района Сумской области. 
В 1957 году показала высокие результаты производственной деятельности. Сумела надоить от каждой закреплённой коровы по 7400 килограмм молока за год. 
Указом Президиума Верховного Совета СССР от 26 февраля 1958 года за получение высоких показателей в сельском хозяйстве и рекордные показатели в животноводстве Прасковье Матвеевне Комисар было присвоено звание Героя Социалистического Труда с вручением ордена Ленина и медали «Серп и Молот». 
Трудилась и дальше в родном колхозе ""Заря коммунизма" до выхода на заслуженный отдых. 
Проживала в родном селе Виры. Умерла 28 января 1998 года, похоронена на сельском кладбище.

## Память
В городе Белополье на памятном знаке землякам-героям выгравировано её имя. 

## Награды
За трудовые успехи была удостоена:
- золотая звезда «Серп и Молот» (26.02.1958)
- орден Ленина (26.02.1958)
- Орден Трудового Красного Знамени (22.03.1966)
- другие медали.